# Codex Caioni
Il Codex Caioni (in italiano Codice di Caioni, in ungherese Codex Kájoni) è un codice musicale, ovvero una raccolta di brani musicali compilata da due studiosi transilvani del XVII secolo, il più noto dei quali fu János Kájoni (in rumeno Ioan Căianu), dal cui nome latino Johannes Caioni il codice prende nome.

## Ritrovamento
Il codice, giunto ai giorni nostri in un'unica copia, venne ritrovato murato nella parete del convento francescano di Csíksomlyó (Șumuleu Ciuc) nel 1985, dove si suppone che sia stato nascosto dai frati prima dell'arrivo dell'esercito sovietico per salvarlo da una probabile distruzione. Non fu comunque quella la prima volta che il codice venne conosciuto, in quanto esistono alcune trascrizioni di brani in esso contenuti risalenti al periodo tra le due guerre mondiali.

## Contenuto
Il codice riunisce circa 500 brani diversi. Una parte di questi comprende danze e brani vocali, profani e sacri, dotati di ritmo, melodia e melodia fortemente legati al folk tradizionale ungherese e romeno. Il resto del codice comprende lavori di importanti compositori del tardo XVI e del primo XVII secolo, tra cui: Adriano Banchieri, Alessandro Grandi, Marco da Gagliano, Melchior Franck, Jacob Handl, Hans Leo Hassler, Hieronymus Praetorius, Heinrich Schütz e Lodovico Grossi da Viadana..